# 帕维尔·亚库舍夫斯基
帕维尔·安德烈耶维奇·亚库舍夫斯基（俄语：Павел Андреевич Якушевский，1987年9月24日—），俄罗斯自行车运动员，2016年欧洲场地自行车锦标赛男子竞速赛金牌得主、2019年世界场地自行车锦标赛男子团体竞速赛铜牌得主、2020年欧洲场地自行车锦标赛男子团体竞速赛金牌得主。